# Мунарбек Сеїтбек-уулу
Мунарбек Сеїтбек Уулу (1 січня 1996) — киргизький боксер, призер Олімпійських ігор і чемпіонату світу серед аматорів.

## Аматорська кар'єра
На чемпіонаті світу 2021 в легкій вазі переміг двох суперників, а у чвертьфіналі програв Даніалу Шахбахшу (Іран).
На чемпіонаті світу 2023 в категорії до 57 кг завоював бронзову медаль.
- В 1/32 фіналу переміг Калеба Тірадо (Пуерто-Рико) — 5-0
- В 1/16 фіналу переміг Саравут Суктхет (Таїланд) — RSC
- В 1/8 фіналу переміг Мігеля Вега (Мексика) — 4-1
- У чвертьфіналі переміг Асрора Вохідова (Таджикистан) — 4-1
- У півфіналі програв Абдумаліку Халокову (Узбекистан) — RSC-I

На Азійських іграх 2022, що через пандемію коронавірусної хвороби пройшли 2023 року, програв у першому бою Карло Пааламу (Філіппіни).
На Олімпійських іграх 2024 став срібним призером.
- В 1/8 фіналу переміг Сайдела Орта (Куба) — 3-2
- У чвертьфіналі переміг Джамала Гарві (США) — 5-0
- У півфіналі переміг Хав'єра Ібаньєс Діаса (Болгарія) — 4-1
- У фіналі програв Абдумаліку Халокову (Узбекистан) — 0-5